# 南方泉
31°26′15″N 120°14′53″E / 31.4374°N 120.2481°E

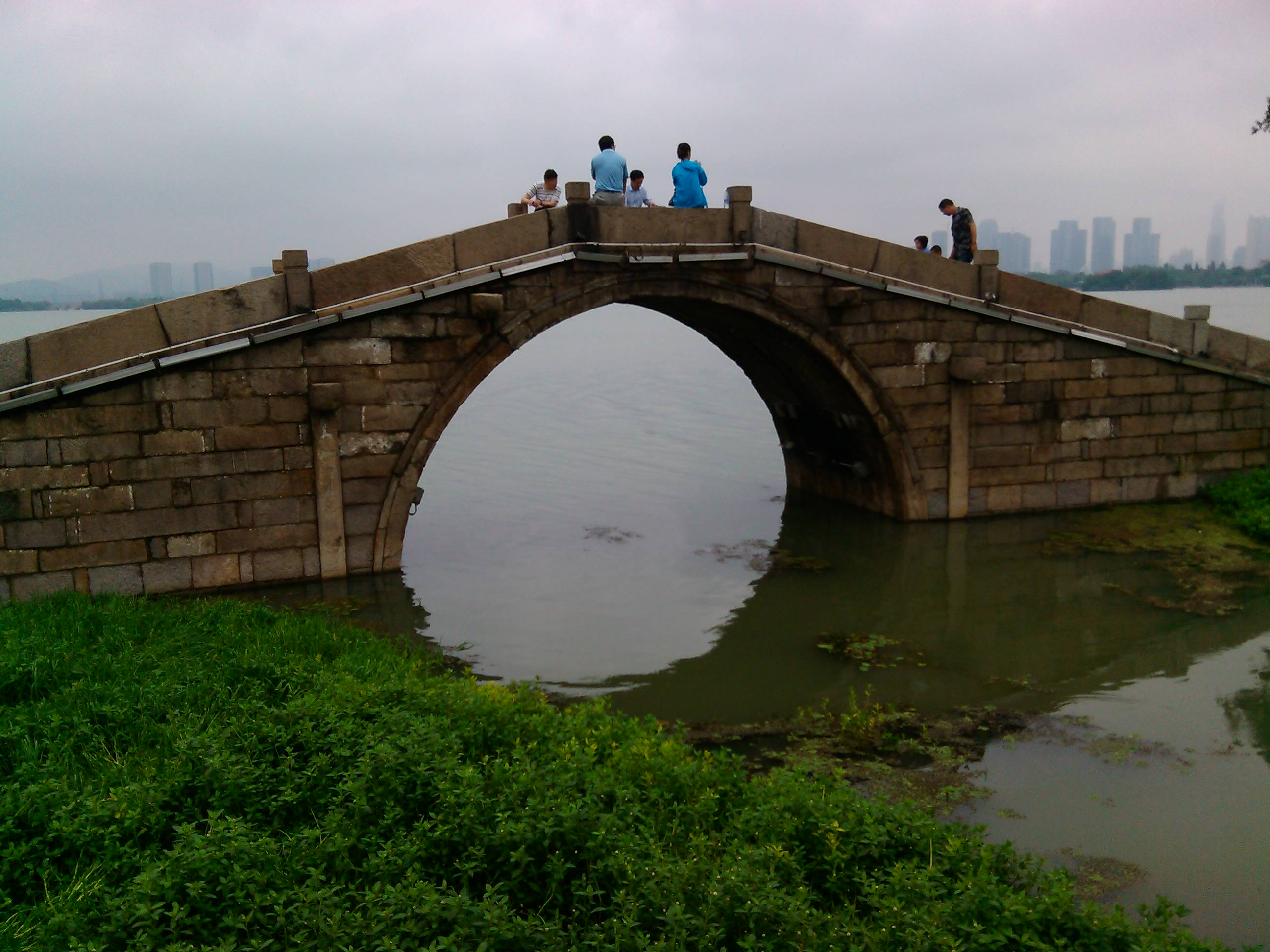
位于南方泉的一个桥

南方泉，是一个中华人民共和国江苏省无锡市滨湖区的地名，现隶属于滨湖区雪浪街道。历史上曾称南泉镇、南泉街道、滨湖街道等。

## 沿革
南方泉为太湖半岛地形，古为开化乡。南方泉又名南泉，因当地有“开化方泉古井”而名。1949年3月，解放军攻入南泉。1950年废除保甲制度，当地改为南泉镇。1956年，改置南泉乡。1958年，成立南泉人民公社。1983年，恢复南泉乡。1993年，撤乡建镇。2004年，南泉镇与大浮镇合并成立滨湖镇。之后滨湖镇撤销，并入滨湖区雪浪街道。当地以开化方泉及长泰寺为名胜。

## 相关
- 南方泉站